# Gaoyao
Gaoyao, även romaniserat Koyiu, är ett stadsdistrikt i staden Zhaoqing på prefekturnivå i provinsen Guangdong i sydöstra Kina. Den ligger omkring 92 kilometer väster om provinshuvudstaden Guangzhou. 
Gaoyao är indelat i ett stadsdelsdistrikt och 16 köpingar.
Stadsdelsdistrikt (jiedao):
- Nan'an (南岸街道)

Köpingar (zhen):

- Baitu (白土镇)
- Baizhu (白诸镇)
- Dawan (大湾镇)
- Hetai (河台镇)
- Huilong (回龙镇)
- Huodao (活道镇)
- Jiaotang (蛟塘镇)
- Jindu (金渡镇)
- Jinli (金利镇)
- Lecheng (乐城镇)
- Liantang (莲塘镇)
- Lubu (禄步镇)
- Shuinan (水南镇)
- Xiangang (蚬岗镇)
- Xiaoxiang (小湘镇)
- Xinqiao (新桥镇)